# Bistum Lincoln

Wappen des Bistums Lincoln

Das in den USA gelegene Bistum Lincoln (lat.: Dioecesis Lincolnensis) wurde am 2. August 1887 aus dem Bistum Omaha herausgelöst und unterstand wie dieses dem Erzbistum Dubuque als Suffraganbistum. Mit der Erhebung Omahas zum Metropolitan-Erzbistum, im Jahre 1945, wechselte Lincoln zu diesem über.
1950 noch 39.695 Katholiken (7,1 %) in 141 Pfarreien mit 156 Diözesanpriestern, 21 Ordenspriestern und 222 Ordensschwestern zählend, wuchs das 61.732 km² große Bistum bis 2002 auf 89.331 Katholiken (16,6 %) in 134 Pfarreien mit 136 Diözesanpriestern, 9 Ordenspriestern, 2 Diakonen und 131 Ordensschwestern an.

## Bischöfe von Lincoln
1. Thomas Bonacum (1887–1911)
2. John Henry Tihen (1911–1917)
3. Charles Joseph O’Reilly (1918–1923)
4. Francis Beckman (1924–1930)
5. Louis Benedict Kucera (1930–1957)
6. James Vincent Casey (1957–1967)
7. Glennon Patrick Flavin (1967–1992)
8. Fabian Wendelin Bruskewitz (1992–2012)
9. James Douglas Conley (seit 2012)